# Plokamidomyces colensoi
Plokamidomyces colensoi är en svampart som beskrevs av Bat., C.A.A. Costa & Cif. 1957. Plokamidomyces colensoi ingår i släktet Plokamidomyces och familjen Euantennariaceae.   Inga underarter finns listade i Catalogue of Life.